# Flundre och Väne häraders domsaga
Flundre och Väne häraders domsaga var en domsaga i Älvsborgs län som omfattade Flundre härad och Väne härad. Domsagan bildades 1781 och upphörde 1793, den föregicks och efterträddes av Ale, Bjärke, Flundre, Väne och Vättle häraders domsaga. 
Domsagan lydde under Göta hovrätt. 

## Tingslag
- Flundre tingslag
- Väne tingslag

## Häradshövding
- 1782–1793 Bengt Julius Ahlberg